# Construccions de pedra seca VIII (l'Albi)
Les Construccions de pedra seca VIII és una obra de l'Albi (Garrigues) inclosa a l'Inventari del Patrimoni Arquitectònic de Catalunya.

## Descripció
Cabana de pastors encarada cap al sud-est que serveix com a aixopluc temporal. Està feta de grans pedres locals sense desbastar ni cap tipus d'argamassa per a unir-les. El sostre està fet per aproximació de filades. L'exterior és quadrat, amb la porta centrada i un recer encarat cap a l'est. A l'interior hi ha una menjadora pels animals, una llar de foc i armaris encastats.